# Tadeusz Adamowski
Tadeusz Adamowski, född 19 november 1901 i Lausanne, död i augusti 1994 i New York, var en polsk ishockeyspelare. Han var med i det polska ishockeylandslaget som kom på delad åttonde plats i Olympiska vinterspelen 1928 i Sankt Moritz.